# A・J・クック
A・J・クック（Andrea Joy Cook, A. J. Cook, 1978年7月22日 - ）は、カナダの女優。
ハリウッド映画やテレビ番組への出演が多い。代表作は『ヴァージン・スーサイズ』、『デッドコースター』、『クールボーダー』など。また、現在『クリミナル・マインド FBI行動分析課』（ジェニファー・ジャロウ(JJ)役）にも出演している。

## 人物
オンタリオ州オシャワ生まれだが、 ウィットビーで過ごした。父マイクは教師で、母サンドラは精神科医の元で働いていた。彼女にはNathan, Paul,Angelaという3人の兄弟がいて、彼女自身は末日聖徒イエス・キリスト教徒である 。
あまりにも信心深かったため、信仰に反しない役しか演じなかった。4歳の時にジャズダンスやタップダンス、バレエを習いだし 、17歳の時俳優の世界に興味を持った。

### 俳優として
1997年、マクドナルドのCMでデビュー。
その後『ミステリー・グースバンプス』への客演をえて『魔法の靴　父からの贈り物』と『エルヴィスとニクソン』という2つのテレビ映画にも出演し、 1999年には 『ヴァージン・スーサイズ』でメインキャラクターを演じた。同年『マウンテン・ウォーズ/ホライズン高校物語』で虐待を受け、問題を抱えた生徒たちの通う高校に通うティーンエイジャー、シェルビーを演じ、このキャラクターはスコット（演：ヘイデン・クリステンセン）と恋に落ちた。
『マウンテン・ウォーズ/ホライズン高校物語』のあと、2000年のテレビ映画 w:The Spiral Staircaseにて、『マウンテン・ウォーズ/ホライズン高校物語』の共演者 キャンディス・マクルーアと共に出演した。翌年の『クールボーダー 』ではジェイソン・ロンドン演ずる主人公の片思いの相手を演じ,その後も『RIPPER（リッパー）地獄からの手紙 』、 w:I'm Reed Fish、『デッドコースター』などに出演し、現在『クリミナル・マインド FBI行動分析課』にも出演している。

## 私生活
2001年9月、ユタバレー大学の映画の授業で会って以来長年のボーイフレンドだったネイサン・アンデルセン (Nathan Andersen) と結婚し、ユタ州ソルトレークシティに移り、現在はカリフォルニア州ロサンゼルスに住んでいる。
2008年3月、クックが第1子を妊娠中であることが発表され、同年9月13日に、約3460g (7 lbs 10 oz) の男児 メカイ・アラン・アンデルセン (Mekhai Allan Andersen) を出産する。クックは大喜びだった。
2015年7月23日に、約3345g (7 lbs 6 oz) の第2子となる男児 フェニックス・スカイ・アンデルセン (Phoenix Sky Andersen) を出産する。
クックの妊娠・出産に伴いクックがジェニファー・“JJ”・ジャロウ役で出演している「クリミナル・マインド」でも妊娠・出産が反映され、JJの息子ヘンリー・ラモンテーン役にクックの長男メカイを起用。また、クックが第2子を妊娠した際にも反映され、JJの息子マイケル・ラモンテーン役に次男フェニックスを起用している。

## フィルモグラフィー

### 映画
| 年   | 邦題/原題                                                | 役名                      | 備考 |
| ---- | -------------------------------------------------------- | ------------------------- | ---- |
| 1997 | レーザーホーク Laserhawk                                 | 少女                      |      |
| 1997 | 魔法の靴 父からの贈り物 In His Father's Shoes            | リサ                      |      |
| 1997 | エルヴィスとニクソン Elvis Meets Nixon                   | ヒッピーの女              |      |
| 1999 | 想い出のブルー・ムーン Blue Moon                         | アリソン                  |      |
| 1999 | ヴァージン・スーサイズ The Virgin Suicides               | メアリー・リスボン (16歳) |      |
| 1999 | ハイスクール黒魔術 Teen Sorcery                          | ドーン                    |      |
| 2000 | らせん階段/殺意の島 The Spiral Staircase                 | 田舎娘                    |      |
| 2001 | WISHMASTER リダックス Wishmaster 3: Beyond Gates Of Hell | ダイアナ・コリンズ        |      |
| 2001 | RIPPER 地獄からの手紙 Ripper                             | モリー・ケラー            |      |
| 2001 | クールボーダー Out Cold                                  | ジェニー                  |      |
| 2003 | デッドコースター Final Destination 2                     | キンバリー・コールマン    |      |
| 2005 | エイリアン・シューター Bloodsuckers                      | フィオナ                  |      |
| 2007 | CE4 エイリアン・アブダクション Night Skies               | リリー                    |      |
| 2010 | マザーズデイ Mother's Day                                | ヴィッキー・ライス        |      |
| 2013 | ウェア -破滅- Wer                                        | ケイト・ムーア            |      |

### テレビ
| 年                 | 邦題/原題                                                                           | 役名                         | 備考                                   |
| ------------------ | ----------------------------------------------------------------------------------- | ---------------------------- | -------------------------------------- |
| 1997               | ミステリー・グースバンプス Goosebumps                                               | キム・カーター               | 1エピソード                            |
| 1997               | PSI FACTOR/サイ・ファクター 超常現象特捜隊 Psi Factor: Chronicles of the Paranormal | ジル・スターリング           | 1エピソード                            |
| 1998               | PSI FACTOR/サイ・ファクター 超常現象特捜隊 Psi Factor: Chronicles of the Paranormal | リー・メイソン               | 1エピソード                            |
| 2000               | マウンテン・ウォーズ/ホライズン高校物語 Higher Ground                               | シェルビー・メリック         | メインキャスト 22エピソード            |
| 2000               | ファースト・ウェイブ First Wave                                                     | リンゼイ・タイルデン         | 1エピソード                            |
| 2003 - 2004        | トゥルー・コーリング Tru Calling                                                    | リンジー・ウォーカー         | シーズン1: メインキャスト 20エピソード |
| 2005 - 2010 2011 - | クリミナル・マインド FBI行動分析課 Criminal Minds                                   | ジェニファー・"JJ"・ジャロウ | メインキャスト                         |
| 2011               | LAW & ORDER:性犯罪特捜班 Law & Order: Special Victims Unit                          | デビー・シールズ             | 1エピソード                            |

2022　9-1-1 ＬA救命最前線　１エピソード